# Artabotrys zeylanicus
Artabotrys zeylanicus är en kirimojaväxtart som beskrevs av Joseph Dalton Hooker och Thomas Thomson. Artabotrys zeylanicus ingår i släktet Artabotrys och familjen kirimojaväxter. Inga underarter finns listade i Catalogue of Life.